# Chiawuli Tak, Arizona
Chiawuli Tak, Arizona (енгл. Chiawuli Tak) насељено је место без административног статуса у америчкој савезној држави Аризона.

## Демографија
По попису из 2010. године број становника је 78.
| Група             | 2000.    | 2010.    |
| Белци             | 0 (0,0%) | 0 (0,0%) |
| Афроамериканци    | 0 (0,0%) | 0 (0,0%) |
| Азијати           | 0 (0,0%) | 0 (0,0%) |
| Хиспаноамериканци | 0 (0,0%) | 2 (2,6%) |
| Укупно            | 0        | 78       |